# Langkap (Kedungwuni)
Langkap is een bestuurslaag in het regentschap Pekalongan van de provincie Midden-Java, Indonesië. Langkap telt 2580 inwoners (volkstelling 2010).